# Jesús María Lacruz Gómez
Jesús María Lacruz Gómez (Pamplona, 25 d'abril de 1978) és un exfutbolista professional navarrès que jugava com a defensa.

## Palmarès
| Títol            | Club         | País    | Any         |
| ---------------- | ------------ | ------- | ----------- |
| Medalla de plata | Espanya      | Espanya | Sydney 2000 |
| Subcampió UEFA   | RCD Espanyol | Espanya | 2006-2007   |